# Kooru järv
Kooru järv (est. Kooru järv) – jezioro w gminie Mustjala w prowincji Saare w Estonii. Położone jest na północny zachód od miejscowości Rahtla. Ma powierzchnię 84,6 hektara, maksymalną głębokość 1,2 m. Leży na terenie rezrewatu Koorunõmme looduskaitseala.
Brzegi jeziora są zróżnicowane od bagiennych do porośniętych lasem sosnowym. Jego linia brzegowa wynosi ponad 11,5 km. Znajduje się na nim 9 maleńkich wysepek. Jezioro jest w większej części zarośnięte, bogate w fitoplankton. Zamieszkiwane jest przez okonie i szczupaki, a także zaskrońce.